# Fu Manchu
Dr. Fu Manchu, auch Fu Man Chu, ist die Hauptfigur der gleichnamigen Roman-Reihe des britischen Autors Sax Rohmer (1883–1959) sowie deren zahlreicher Verfilmungen.

## Romane
Sax Rohmer schrieb insgesamt 13 Romane mit Dr. Fu Man Chu als Hauptfigur. Der schurkische Bösewicht Fu Man Chu versucht immer wieder, die Weltherrschaft an sich zu reißen, was sein ewiger Gegenspieler, Inspektor Nayland Smith von Scotland Yard, jedes Mal verhindert. Fu Man Chu bedient sich bei seinen mörderischen Plänen obskurer Methoden. Er verachtet Gewehre oder Bomben, bevorzugt hingegen Thuggees und Mitglieder weiterer Geheimgesellschaften als seine Agenten, benutzt dazu auch gerne Pythons, Kobras, Giftpilze oder Bacilli. Die Handlung spielt meist an exotischen Orten.
Die Romane entstanden zwischen 1913 und 1959 in folgender Reihenfolge:
- 1913: The Mystery of Dr. Fu Manchu/The Insidious Dr. Fu Manchu
- 1916: The Devil Doctor/The Return of Dr. Fu Manchu
- 1917: The Si-Fan Mysteries/The Hand of Dr. Fu Manchu
- 1931: The Daughter of Fu Manchu
- 1932: The Mask of Fu Manchu
- 1933: Fu Manchu's Bride (The Bride of Fu Manchu)
- 1934: The Trail of Fu Manchu
- 1936: President Fu Manchu
- 1939: The Drums of Fu Manchu
- 1941: The Island of Fu Manchu
- 1948: Shadow of Fu Manchu
- 1957: Re-Enter Fu Manchu
- 1959: Emperor Fu Manchu

## Verfilmungen

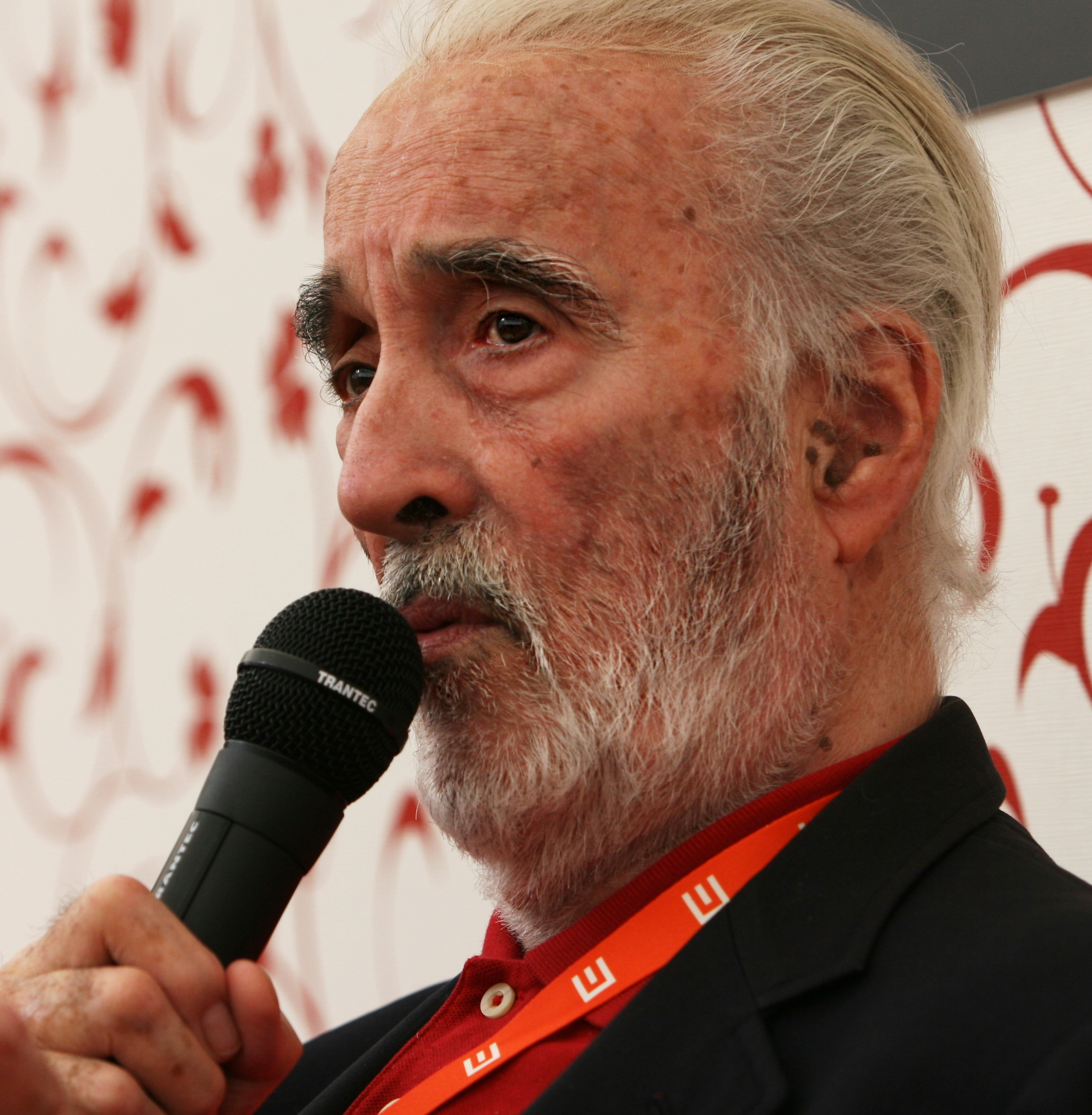
Fu-Man-Chu-Darsteller Christopher Lee

Die Romane eigneten sich gut für Verfilmungen. Bereits zwischen 1921 und 1932 gab es eine erste Serie von Filmen über Dr. Fu Man Chu. Der erste Darsteller des Schurken war Warner Oland (der später noch größere Berühmtheit erlangte als Detektiv Charlie Chan), der ihn in drei frühen Tonfilmen spielte: The Mysterious Dr. Fu Manchu (1929), The Return of Dr. Fu Manchu (1930) und Daughter of the Dragon (1931). Boris Karloff spielte die Figur dann 1932 in Die Maske des Fu-Manchu. Ein Kinoserial griff die Figur in den 1940er-Jahren ebenfalls auf in Drums of Fu Manchu und Mitte der 1950er-Jahre erfolgte eine kurzlebige Fernsehserie unter dem Titel The Adventures of Fu Manchu.
Wiederbelebt wurde Fu Manchu nach dem Tod Sax Rohmers dann in den 1960er-Jahren in zahlreichen, qualitativ sehr unterschiedlichen Kinofilmen in Ich, Dr. Fu Man Chu (1965), Die 13 Sklavinnen des Dr. Fu Man Chu (1966), Die Rache des Dr. Fu Man Chu (1967), Der Todeskuss des Dr. Fu Man Chu (1968) und Die Folterkammer des Dr. Fu Man Chu (1969), alle mit Christopher Lee als die Hauptfigur, Tsai Chin als seine Tochter Lin Tang und Howard Marion-Crawford als Dr. Petrie, den Freund seines Gegenspielers Nayland Smith. Diese Filme wurden alle von Harry Alan Towers produziert, der auch die Drehbücher schrieb. Peter Sellers übernahm 1980 diese Rolle als eines seiner letzten Engagements, bevor er überraschend starb. 2008 wurde Fu Man Chu in Rob Zombies Trailer zu dem fiktiven Film Werewolf Women of the SS, der im Rahmen von Quentin Tarantinos und Robert Rodriguez’ Film-Projekt Grindhouse entstand, von Nicolas Cage verkörpert.
Filme:
- 1929: Der geheimnisvolle Dr. Fu Man Chu
- 1930: Die Rückkehr des Dr. Fu Man Chu
- 1931: Die Tochter des Dr. Fu Man Chu
- 1932: Die Maske des Fu-Manchu
- 1940: Dr. Fu Manchu – Teil 1/2
- 1943: Dr. Fu Manchu – Teil 2/2
- 1965: Ich, Dr. Fu Man Chu
- 1966: Die 13 Sklavinnen des Dr. Fu Man Chu
- 1967: Die Rache des Dr. Fu Man Chu
- 1968: Der Todeskuss des Dr. Fu Man Chu
- 1969: Die Folterkammer des Dr. Fu Man Chu
- 1980: Das boshafte Spiel des Dr. Fu Man Chu

## Sonstige Verwendungen des Namens
- Der Zauberkünstler David Bamberg benutzte von 1929 an bis zu seinem Tod 1974 den Bühnennamen Fu Manchu. In den 1940er Jahren drehte er als gleichnamige Filmfigur sechs mexikanische Filme.
- Die Stonerrock-Band „Fu Manchu“ benannte sich nach der Figur Dr. Fu Man Chu.
- Der deutsche Rapper Johannes Schroth tritt unter dem Künstlernamen Fumanschu auf.
- In der Hörspielreihe Professor van Dusen tritt der Amateurkriminologe van Dusen in einem Hörspiel und der entsprechenden Comic-Adaption[1] gegen „Doktor Tschu Man Fu“ an, der namentlich und hinsichtlich seines Charakters eine gewollt starke Ähnlichkeit mit Fu Manchu aufweist.
- In Dr. Mabuse, der Spieler nutzt Dr. Mabuse diesen Namen als Codewort in einer Hypnose-Session.
- Der deutsche Titel des US-amerikanischen Spielfilms G-Men vs. The Black Dragon von William Witney aus dem Jahr 1943 lautet Haruschi, Sohn des Dr. Fu Man Chu.

## Kritik
Die Geschichten um die Figur haben zu Kritik an der Darstellung von Chinesen bzw. Asiaten geführt. So gab es im Jahr 1932 eine offizielle Beschwerde der chinesischen Botschaft in Washington, D.C., als der Film The Mask of Fu Manchu herauskam. Nach der Serie von Republic Pictures hat man für die Dauer des Zweiten Weltkrieges solche Filme ausgesetzt: China war ein Verbündeter gegen Japan. Auch später kam es zu Kritik, zum Beispiel im Jahr 2013, als General Motors in einer Reklame sich mit The Land of Fu Manchu auf China bezog.